# Коронарографія

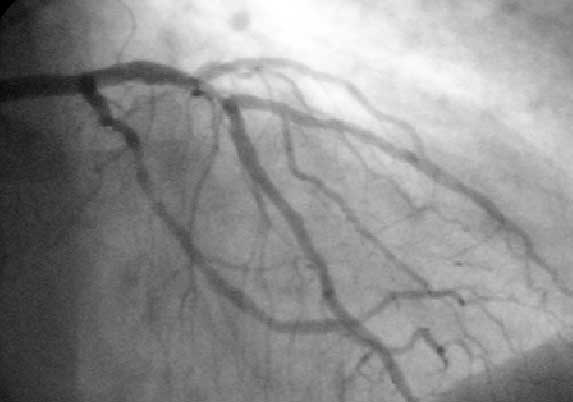

Коронарографія — метод рентгенологічного дослідження уражень вінцевих (коронарних) артерій серця. Суть маніпуляції полягає в тому, що за допомогою провідника рентген-контрастна речовина подається безпосередньо в просвіт вінцевих артерій, після чого проводять серію рентгенівських знімків, на яких можна буде виявити наявність атеросклеротичних бляшок та ступінь стенозу, міокардіальних містків тощо.